# Hakilamp
Hakilamp är en sjö i Falu kommun i Dalarna och ingår i Gavleåns huvudavrinningsområde. Sjöns area är 0,024 kvadratkilometer och den är belägen 292,5 meter över havet.